# Amtsgericht Augustenburg
Das Amtsgericht Augustenburg war ein von 1867 bis 1871 bestehendes preußisches Gericht der ordentlichen Gerichtsbarkeit mit Sitz in der heute dänischen Stadt Augustenborg (deutsch Augustenburg).
Nach der im Deutschen Krieg 1866 erfolgten preußischen Annektierung des Herzogtums Schleswig wurden dort wie auch im Herzogtum Holstein am 1. September 1867 Justiz und Verwaltung voneinander getrennt. Infolgedessen wurde ein dem Kreisgericht Flensburg untergeordnetes Amtsgericht zu Augustenburg geschaffen, dessen Sprengel aus Augustenburg selbst und den Kirchspielen Hörup, Ketting, Tandslett und Ulkebüll (ohne Möllbye, Langenvorwerk und den Mühlen bei Sonderburg) sowie den bisher zur Augustenburger Harde gehörenden Teilen der Kirchspiele Lysabbel und Nottmark gebildet wurde. Am 1. Oktober 1871 wurde das Amtsgericht Augustenburg aufgehoben und sein Bezirk dem Amtsgericht Sonderburg zugeteilt.